# Етуаль дю Сахель
«Етуаль дю Сахель» (араб. النـجـم الساحلي, фр. Étoile Sportive du Sahel) — туніський футбольний клуб з міста Сус. Є єдиним клубом, який виграв усі клубні турніри під егідою КАФ. Домашні матчі проводить на «Олімпійському стадіоні» в Сусі, який вміщує 25 000 глядачів.

## Досягнення

### Національні
- Чемпіон Тунісу — 10 (1950, 1958, 1963, 1966, 1972, 1986, 1987, 1997, 2007, 2016)
- Володар Кубка Тунісу — 10 (1959, 1963, 1974, 1975, 1981, 1983, 1996, 2012, 2014, 2015)
- Володар Суперкубка Тунісу — 3 (1973, 1986, 1987)
- Володар Кубка туніської ліги — 1 (2005)

### Міжнародні
- Ліга чемпіонів КАФ
  - Переможець: 2007
  - Фіналіст: 2004, 2005

- Кубок конфедерацій КАФ
  - Переможець: 2006, 2015
  - Фіналіст: 2008

- Кубок КАФ
  - Переможець: 1995, 1999
  - Фіналіст: 1996, 2001

- Суперкубок КАФ
  - Переможець: 1998, 2008
  - Фіналіст: 2004, 2007, 2016

- Арабська ліга чемпіонів
  - Переможець: 2018/19